# Nayoro
Nayoro (jap. 名寄市 Nayoro-shi) – miasto w Japonii, w prefekturze Hokkaido, w podprefekturze Kamikawa. Miasto ma powierzchnię 535,20 km². W 2020 r. mieszkały w nim 27 282 osoby, w 12 725 gospodarstwach domowych  (w 2010 r. 30 591 osób, w 13 291 gospodarstwach domowych) .